# Въртолом
Въ̀ртолом (на гръцки: Άγιος Βαρθολομαίος, Агиос Вартоломеос, до 1928 година Βαρθολομαίος, Вартоломеос, до 1926 година Βαρθολώμ, Вартолом) е село в Република Гърция, в дем Лерин (Флорина), област Западна Македония.

## География
Селото е разположено на 8 километра източно от Кучковени и на 14 километра югоизточно от демовия център Лерин (Флорина) в южната част на Леринското поле.

## История

### Етимология
Според „Българския етимологичен речник“ името Въртолом обозначава празника на Свети Вартоломей. Произхожда от Вартоломей, което е преосмислено с глаголите въртя и ломя, поради валежите на този ден.

### В Османската империя
В 1848 година руският славист Виктор Григорович описва в „Очерк путешествия по Европейской Турции“ Вартоломъ като българско село. В „Етнография на вилаетите Адрианопол, Монастир и Салоника“, издадена в Константинопол в 1878 година и отразяваща статистиката на населението от 1873 година Въртолом (Vrtolom) е показано като село в Леринска каза с 300 домакинства, 540 жители българи и 500 жители мюсюлмани. Според Стефан Веркович в 1889 година в селото има 125 български и 80 мюсюлмански домакинства.
В началото на XX век Въртолом е чисто албанско село в Леринска каза в Османската империя.
„Въртоломъ, което се намира 3 клм. на югъ и е населено отъ мухамедане албанци. [1] Четирийсеть фамилии отъ това село работятъ подъ наемъ земя въ Росна и нѣкои отъ тѣхъ не сѫ си внесли още наема, който се изплаща въ натура...
Въ околностьта на Въртоломъ сѫ намирали често мряморни камъни, нѣкои и съ надписи, слѣдъ проливни дъждове въ рѣкичката и повечето отъ тѣхъ сѫ се употрѣбили за градежи. Нѣкои таквизъ камъни сѫ били изпратени и въ Росна. Въ църковната кула е вграденъ единъ камъкъ съ образъ на „свиня." Заради това нечисто животно мухамеданетѣ сѫ искали да изкъртятъ камъка отъ тамъ. Сѫщо и въ прѣдишната църква се забѣлѣзватъ много камъни, но безъ надписи. Въ нейната околность се намира единъ камъкъ съ два много развалени надписи: латински и гръцки. Първиятъ е гробенъ надписъ, а вториятъ е отъ врѣмето на императора Валериана. Латинскиятъ надписъ е издълбанъ въ горнята почти неодѣлана часть на камъка.“
Според статистиката на Васил Кънчов („Македония. Етнография и статистика“) в 1900 година селото има 360 жители арнаути мохамедани.
На Етнографската карта на Битолския вилает на Картографския институт в София от 1901 година Въртолом е чисто албанско село в Леринската каза на Битолския санджак с 60 къщи.

### В Гърция
През Балканската война в 1912 година в селото влизат гръцки части и след Междусъюзническата в 1913 година селото остава в Гърция. Боривое Милоевич пише в 1921 година („Южна Македония“), че Въртолом (Вртолом) има 70 къщи арнаути мохамедани. В началото на 20-те години мюсюлманското му население се изселва и на негово място са заселени гърци бежанци от Източна Тракия и Кавказ. В 1924 година в селото са заселени нови бежанци. В 1928 година селото е прекръстено на Агиос Вартоломеос. В 1928 година Въртолом е представено като чисто бежанско с 94 бежански семейства и 353 жители общо.
Според изследване от 1993 година селото е чисто „бежанско“, като понтийският гръцки в него е запазен слабо.
В селото има църква „Свети Вартоломей“, както и по-малките църкви „Света Петка“, „Свети Вартоломей“, „Свети Архангел Михаил“ и „Възнесение Господне“.
| Име          | Име            | Ново име       | Ново име       | Описание                                    |
| ------------ | -------------- | -------------- | -------------- | ------------------------------------------- |
| Манастирище  | Μοναστίρτσε    | Монастириотико | Μοναστηριώτικο | река на И от Въртолом                       |
| Слани дол    | Σλανιντό       | Дасотопи       | Δασοτόπι       | местност и връх на ЮИ от Въртолом (807,8 m) |
| Синяк        | Σινιάκι        | Андара         | Άντάρα         | местност на ЮИ от Въртолом                  |
| Голема глава | Γκολέμα Γκλάβα | Калас          | Κάλας          | връх на ЮИ от Въртолом (893 m)              |

### Преброявания
- 1913 – 280 жители
- 1920 – 809 жители
- 1928 – 833 жители
- 1940 – 1654 жители, от които 300 с български произход, 53 власи и 1301 гърци бежанци[12]
- 1951 – 2020 жители
- 1961 – 3172 жители
- 1971 – 3970 жители
- 1981 – 200 жители
- 1991 – жители
- 2001 – 437 жители
- 2011 – 172 жители